# Herculano

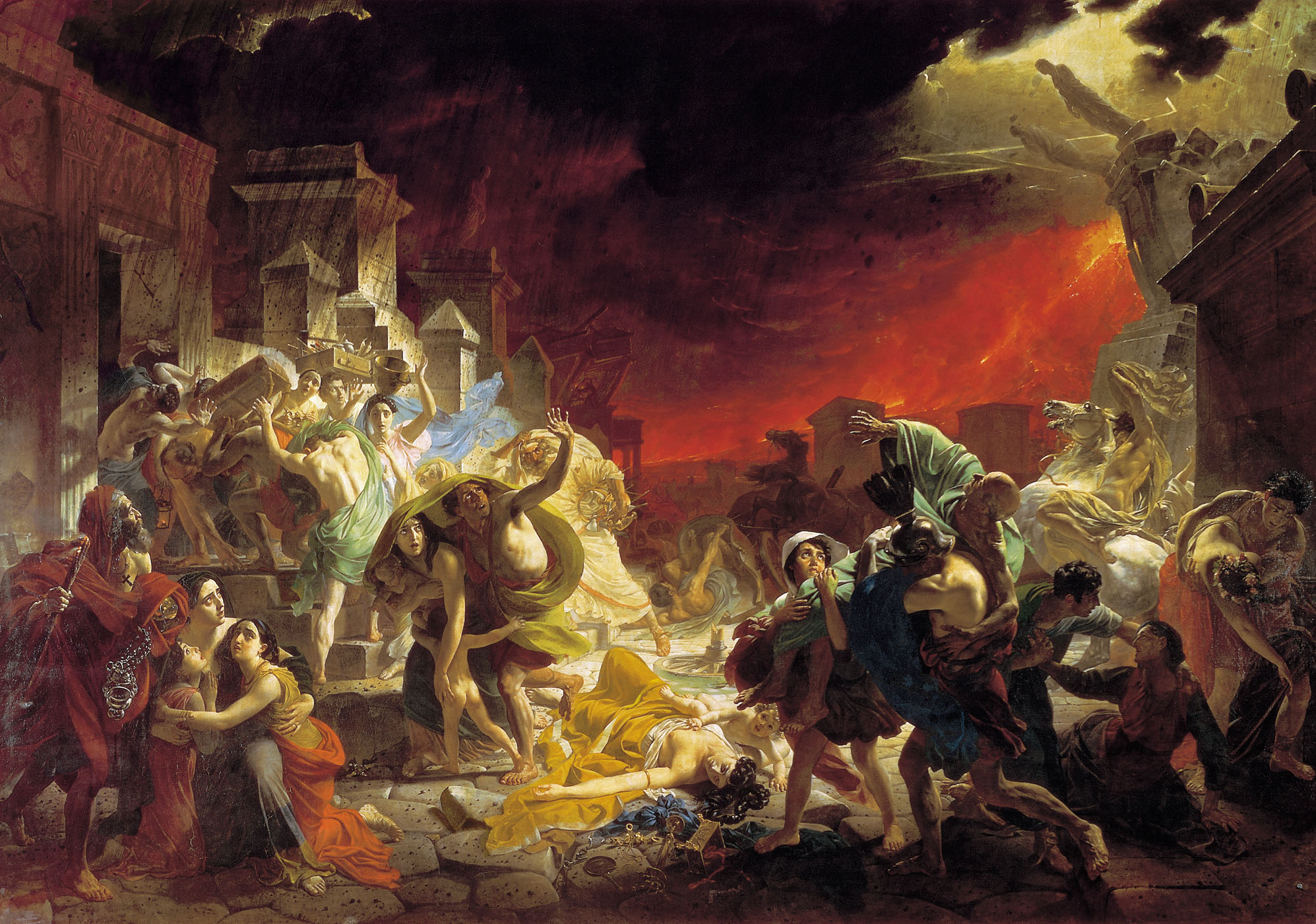
El último día de Pompeya, obra realizada por Karl Briulov entre 1830 y 1833. Óleo sobre tela de 456.5 x 651 cm. exhibido en el Museo Estatal de San Petersburgo, Rusia.

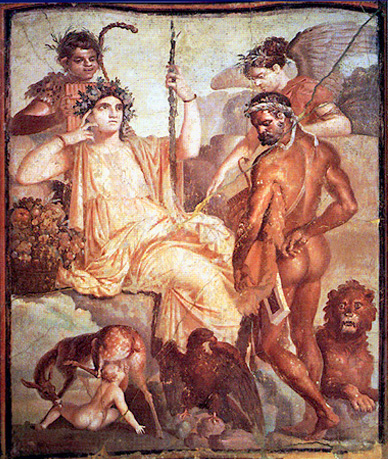
Hércules y su hijo Télefo: fresco romano en el Augusteum (también llamado Basilica) en Herculano ; Museo Arqueológico Nacional de Nápoles nro. 9008.

Herculano (en italiano, Ercolano) fue una antigua ciudad romana de la región de la Campania, sur de Italia. En su tiempo era más pequeña, pero sus más mundanos comerciantes y mercaderes eran más ricos, cultos e intelectuales que la élite de la vecina Pompeya. 
Fue declarado Patrimonio Mundial de la Unesco, junto con Pompeya y otros yacimientos arqueológicos de la zona, en 1997.

## Erupción del 79 d.C.
Es conocida por haberse conservado, al igual que Pompeya, enterrada en las cenizas de la erupción del volcán Vesubio del 24 de octubre del año 79 d. C. 
Muchos de sus habitantes perecieron debido al flujo piroclástico de la erupción. Como la ciudad estaba más cerca del volcán que Pompeya, el flujo piroclástico la alcanzó a una temperatura superior, estimada en 400-500 °C, por lo que las víctimas fueron reducidas al instante a esqueletos abrasados, mientras que en Pompeya, por el contrario, la ceniza se endureció alrededor de los cuerpos que conservaron la carne, que al pudrirse dejaba la forma hueca; desde 1860 empezaron a rellenarlas con yeso para crear los famosos moldes.
Como Pompeya, Herculano desapareció en el olvido bajo una capa de 25 m de ceniza por más de un milenio.

## Descubrimiento
En 1709 Emmanuel Mauricio de Lorena, duque de Elbeuf, mientras construía su residencia en la costa de Portici, oyó hablar de un hombre que había descubierto mármoles y columnas antiguas mientras cavaba un pozo en la cercana ciudad de Resina. El duque compró su granja y comenzó a cavar pozos y galerías subterráneas y excavó estatuas, columnas y mármoles que utilizó para su residencia de Portici, que también regaló a sus amigos, familiares y monarcas de toda Europa.
Las excavaciones, realizadas por Roque Joaquín de Alcubierre (Zaragoza, 16 de agosto de 1702-Nápoles, 14 de marzo de 1780) comenzaron en la actual Ercolano, un suburbio de Nápoles, en 1738. La elaborada publicación de Le Antichità di Ercolano Esposte ("Las antigüedades de Herculano expuestas") bajo el patrocinio del rey Carlos V de las Dos Sicilias tuvo un importante efecto en el incipiente neoclasicismo europeo. A finales del siglo XVIII comenzaron a descubrirse en Herculano una gran diversidad de objetos, como pinturas murales, trípodes, braseros, estatuas de bronce, botellas de perfume y cerámica.
Se encontraron en 1980 cientos de esqueletos de habitantes que se habían refugiado en los cobertizos para barcas. Estas excavaciones realizadas en el área del puerto de Herculano permitieron hallar más de 200 esqueletos de diversas edades y condición social.
La más famosa de las lujosas villas herculanas es la Villa de los Papiros, identificada como el fastuoso retiro con vistas al mar que Lucio Calpurnio Pisón Cesonino, suegro de Julio César, mandó construir.

## Edificios públicos

### Los Fornicis

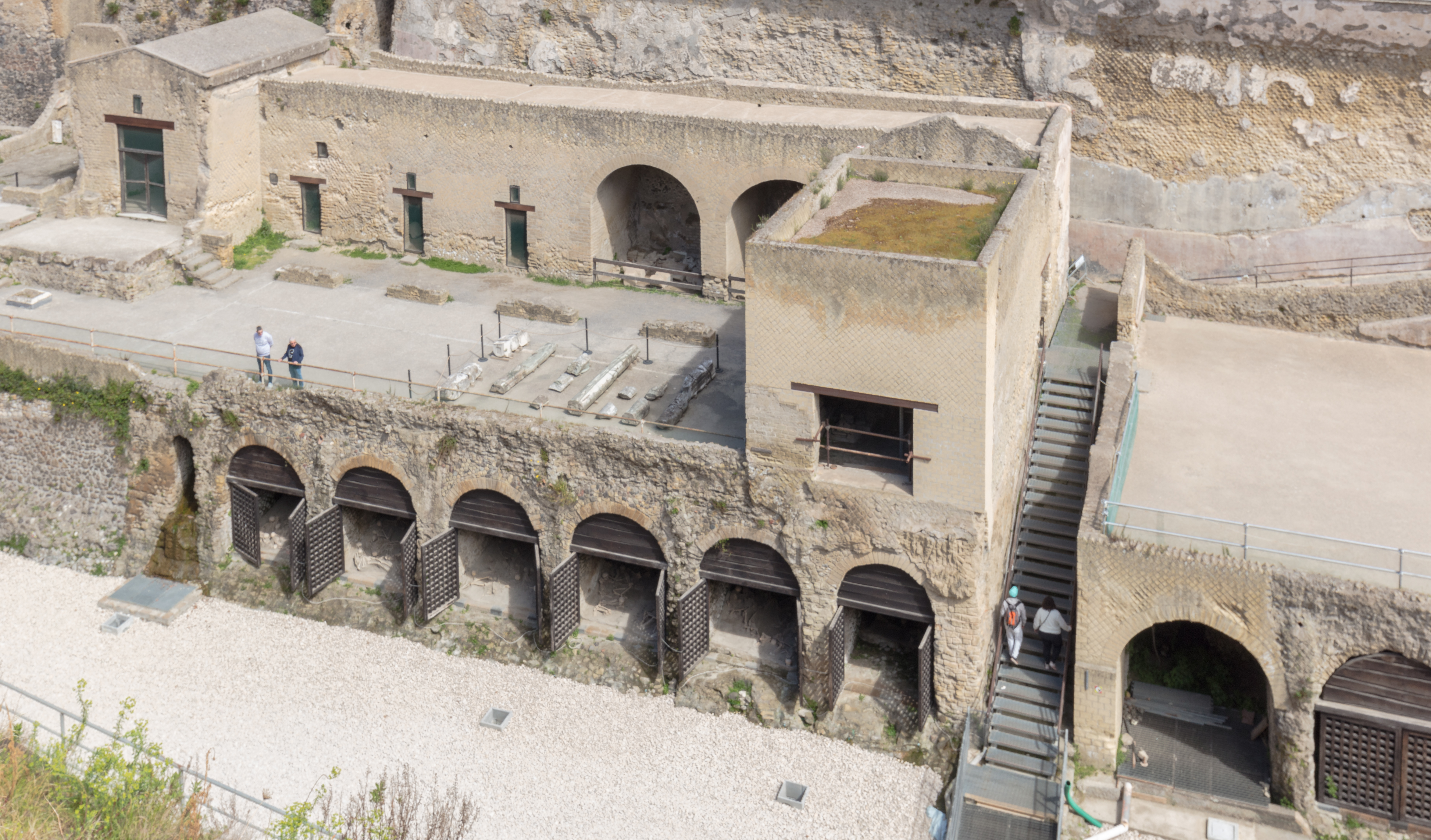
Vista general de los fornicis.

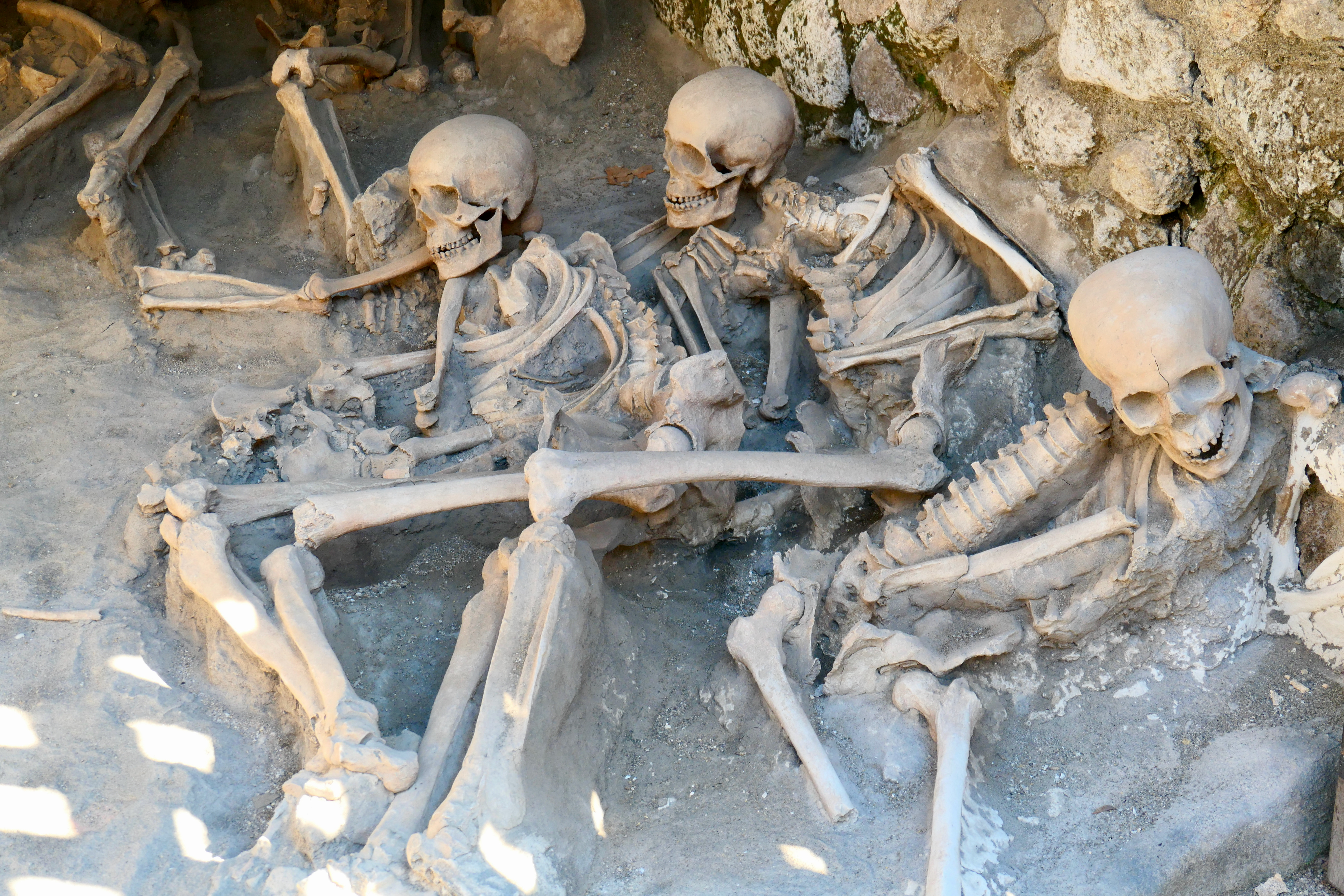
Esqueletos hallados en el sector portuario de uno de los Fornicis en Herculano.

Se trata de una serie de estructuras abovedadas frente a la playa que servían como almacenes portuarios y para resguardar las barcas de pesca. Sobre ellas se encuentra una gran terraza. En 1980, Giuseppe Maggi encontró aquí trescientos esqueletos humanos. Se piensa que durante la erupción del Vesubio, los habitantes de Herculano trataron de refugiarse en estos almacenes con sus objetos más valiosos tales como joyas y monedas, y murieron intoxicados por los gases y las altísimas temperaturas producto del flujo piroclástico que descendió desde el Vesubio.
Probablemente, estas personas fueran rezagados que llegaron cuando ya no quedaban embarcaciones y se escondieron allí a la espera de que cesaran los temblores y se disipara el humo y la ceniza. Hasta 1980 se creía que la mayor parte de la población de Herculano se había salvado, al hallarse muchos menos cuerpos que en Pompeya, pero este descubrimiento reveló que los herculanos trataron de huir por mar, pero es posible que el fuerte oleaje hiciera zozobrar las barcas, hundiéndolas o arrojándolas contra las playas.
En 1982, en esta misma zona se encontró, en buen estado de conservación, una embarcación romana de 9 metros de longitud, en la que se hallaba un remero y un soldado con dos espadas y una bolsa de monedas. También en la playa frente a los almacenes se encontraron esqueletos de varias personas más y de un caballo.
En época romana, el mar se encontraba mucho más cerca de la ciudad que en la actualidad. Los materiales arrojados por el Vesubio le ganaron al mar una franja de tierra de unos 400 metros de ancho.

### La terraza de M. Nonio Balbo

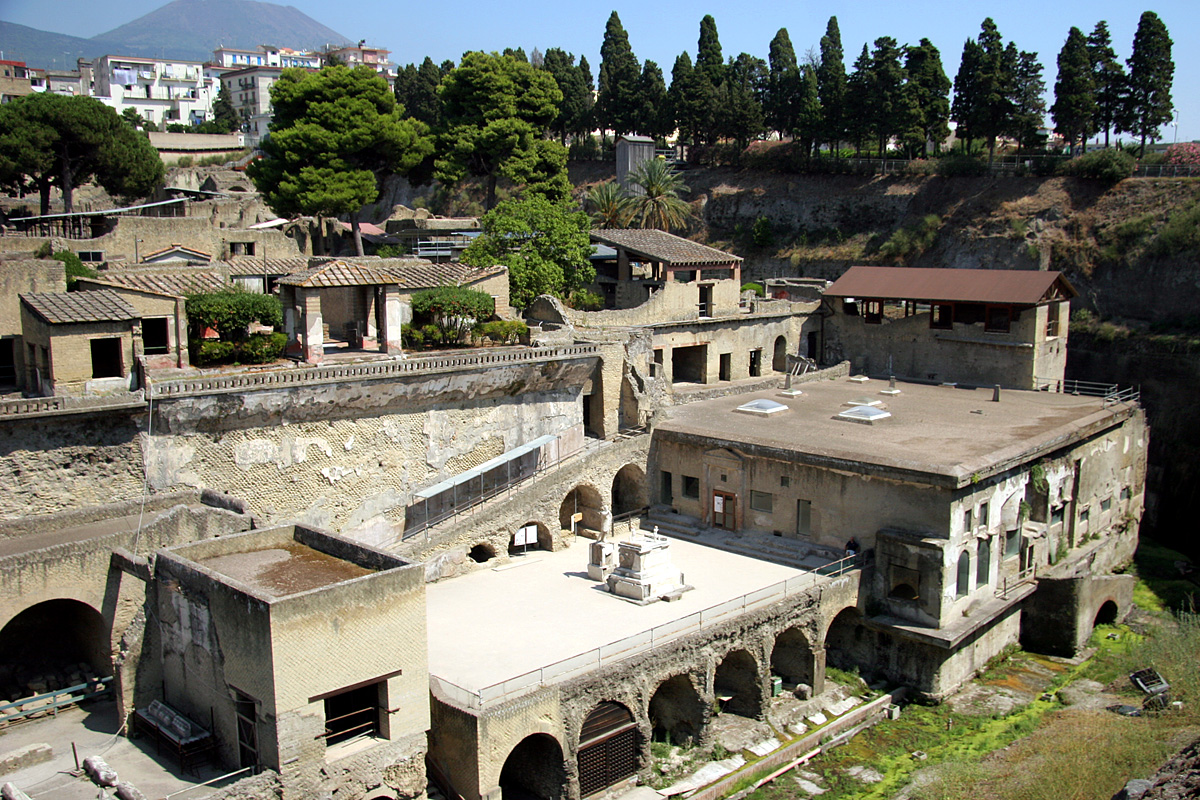
La Terraza de M. Nonio Balbo.

Una rampa adosada a las murallas conduce a una amplia plaza rectangular frente a las Termas suburbanas. Aquí se encuentra un altar funerario de mármol en honor al senador Marco Nonio Balbo, pretor y procónsul de la provincia de Creta y de Cirene, tribuno de la plebe en el año 32 a. C. Este senador era mecenas de la ciudad de Herculano y mandó edificar numerosos edificios públicos para la misma. Por esta razón, le erigieron al menos diez estatuas y a su muerte, le tributaron grandes honores, según consta en una inscripción de este altar. En la base de mármol, a un lado del altar, estaba la estatua con coraza del propio Nonio Balbo. Se descubrió su cabeza durante las excavaciones de A. Maiuri.

### Termas suburbanas

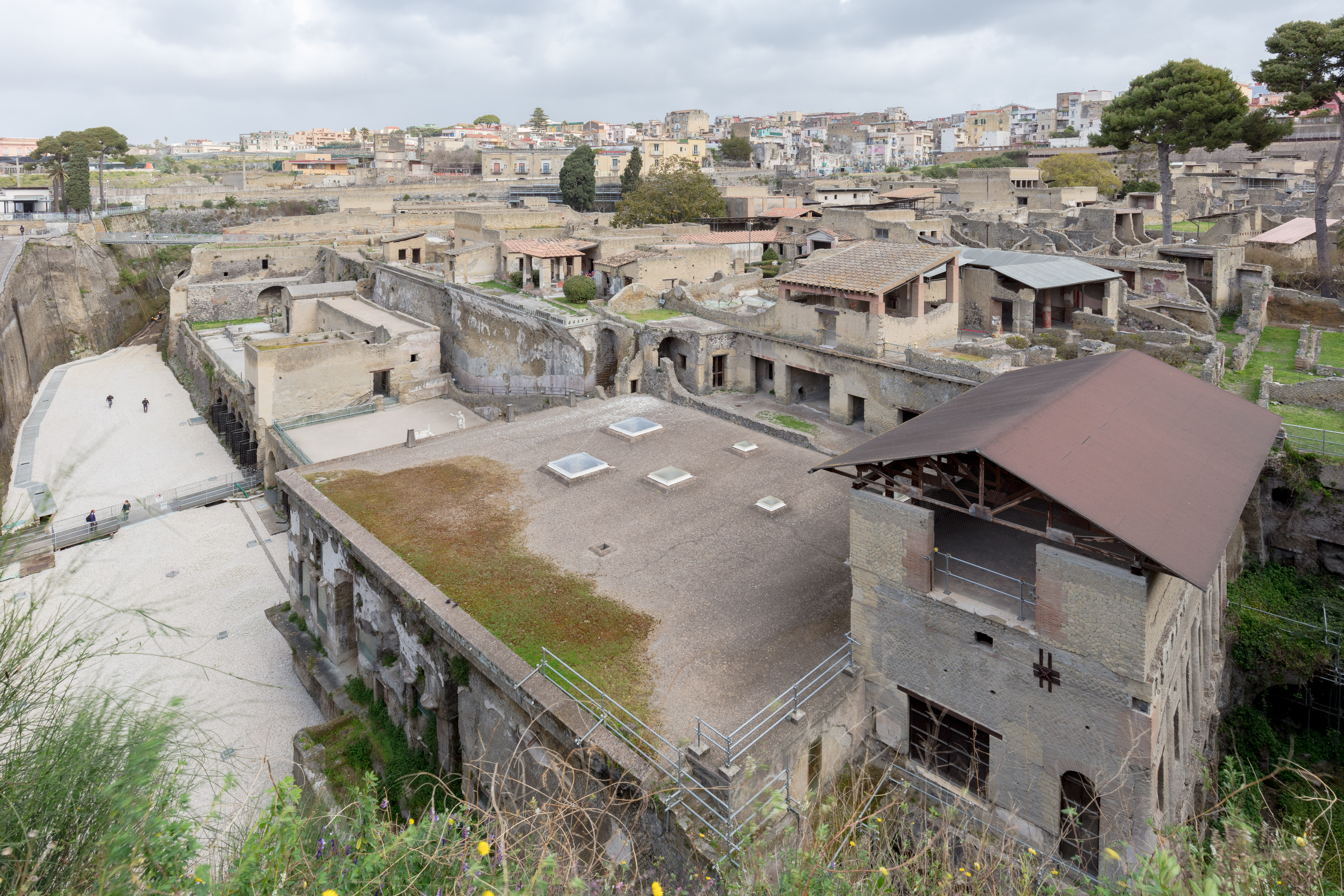
Vista exterior de las termas suburbanas.

Estas termas, una de las mejor conservadas de la antigüedad, se construyeron en el siglo I d. C. entre las murallas de la ciudad y el mar. A través de un portal con semicolumnas y tímpano se accede a un vestíbulo con impluvium y cuatro columnas. De la herma de Apolo fluía agua sobre una fuente circular. El vestíbulo, a través de un corredor, conduce a una sala de espera y al praefurnium, el horno para calentar el agua.
Las salas termales son:
- El Frigidarium, la sala de baño frío, con un suelo de baldosas de mármol blanco y frescos en cuarto estilo.
- El Tepidarium, la sala tibia, con un suelo de baldosas de pizarra y estucos en las paredes que representan guerreros.
- El Caldarium, la sala de baño caliente, cuyas paredes están decoradas en cuarto estilo' y la huella del labrum, piscina de las abluciones.

En la zona oriental de las termas se encuentra una sala rematada por un ábside con una piscina, cuya agua se calentaba con un sistema de samovar. Además el complejo termal cuenta con un laconicum, la sala de baños de vapor, con un suelo de piezas de mosaico negras sobre fondo blanco.

### El gimnasio

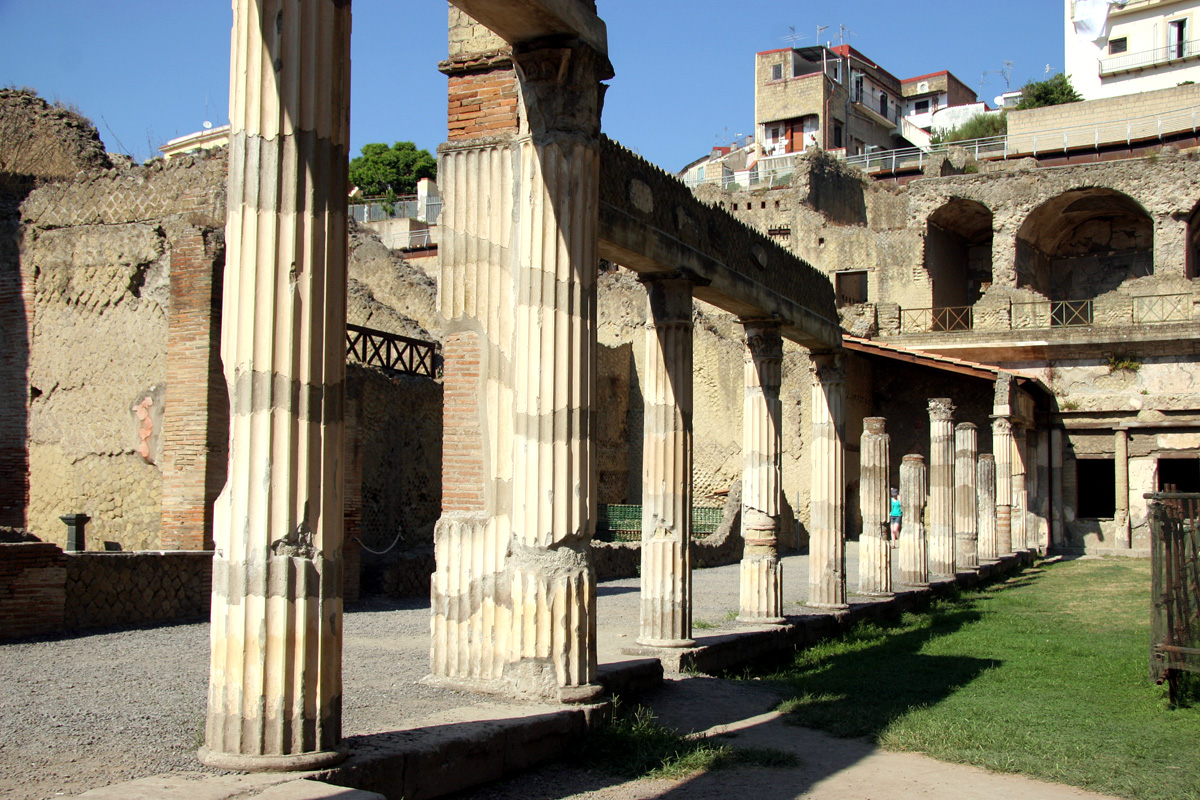
Palestra.

El Gimnasio o Palestra era un extenso complejo dedicado fundamentalmente a las actividades deportivas. Se construyó durante la época de Augusto (27 a. C. al 14 d. C.). Su planta se organiza en torno a dos terrazas. Solo una parte del edificio fue excavada. Desde la entrada, por el cardo V se accede a un monumental vestíbulo realzado por dos columnas. La terraza inferior consta de una gran área con pórticos en tres de sus lados y un Criptopórtico en su lado Norte, sobre el que descansa otra terraza. Un largo estanque rectangular, que servía de vivero de peces, bordeaba el criptopórtico, pero fue reemplazado por una gran alberca cruciforme, con una fuente de bronce que representa a la Hidra de Lerna, mítica serpiente monstruosa de siete cabezas, cuyo original se conserva en el Antiquarium.
En el lado oeste del pórtico encontramos una serie de habitaciones entre las que destaca una amplia sala rectangular con ábside, de unos 10 metros de altura, con una hornacina y un altar de mármol destinado a las ceremonias y ofrendas religiosas.

### Las termas masculinas

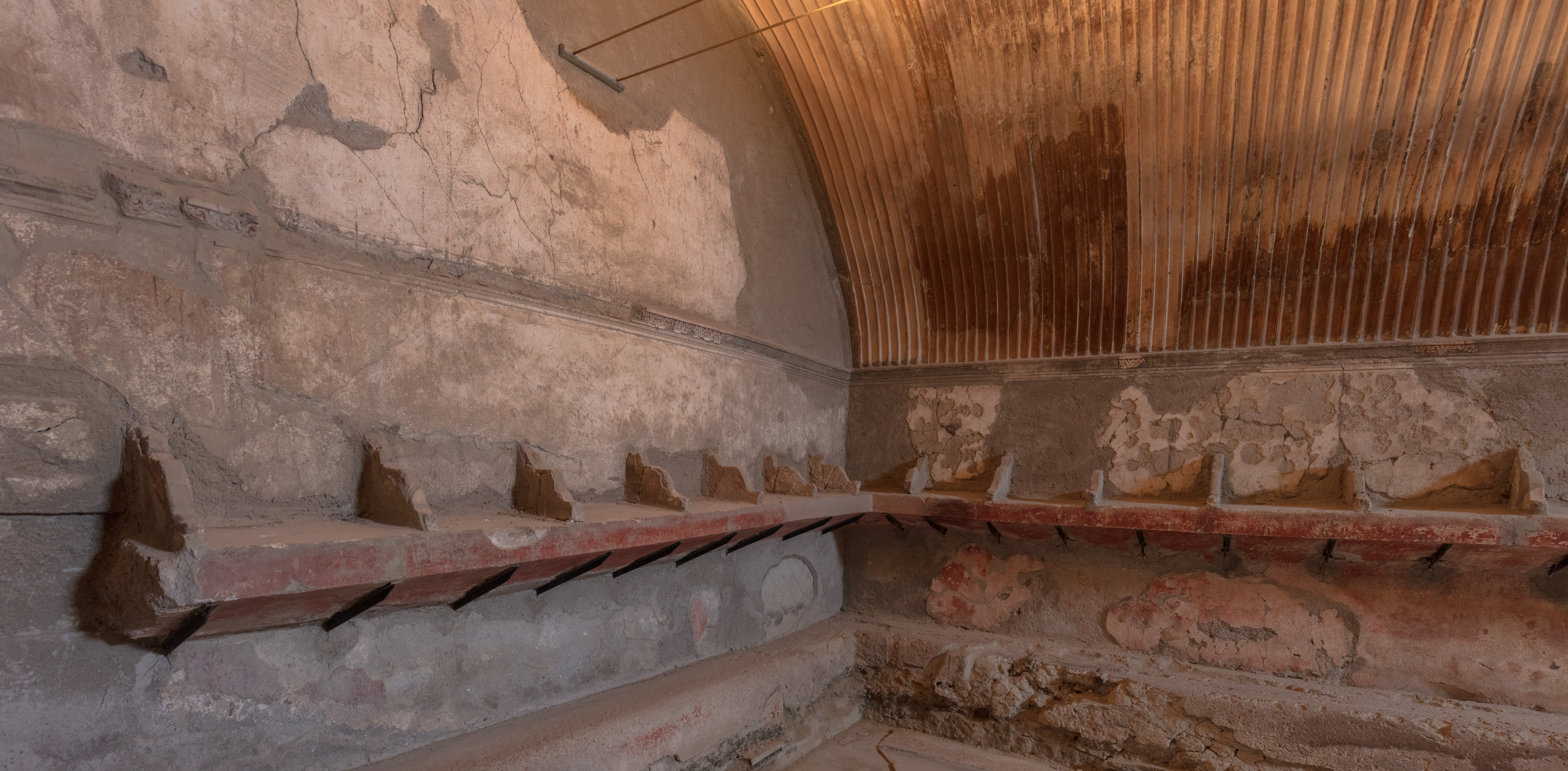
Termas masculinas.

Estas termas principales, se encontraron en 1873 y fueron excavadas completamente en 1931. Su trama presenta la división habitual en los sectores masculino y femenino. Su construcción se remonta a la segunda mitad del siglo I a. C. Originariamente eran abastecidas por un pozo de grandes dimensiones.
A las termas masculinas se accede por el cardo III. Un pasillo conduce al vestuario (apodyterium) con hornacinas donde depositar la ropa. Desde aquí y hacia el oeste encontramos la sala fría de forma circular, con las paredes pintadas de rojo, con cuatro hornacinas de color amarillo y una cúpula azul celeste. Hacia el este encontramos la sala tibia adornada con un mosaico blanco y negro que representa a Tritón entre delfines, un pulpo, un calamar, y un amorcillo con un látigo. A continuación está la sala caliente rematada en un ábside.

### Las termas femeninas

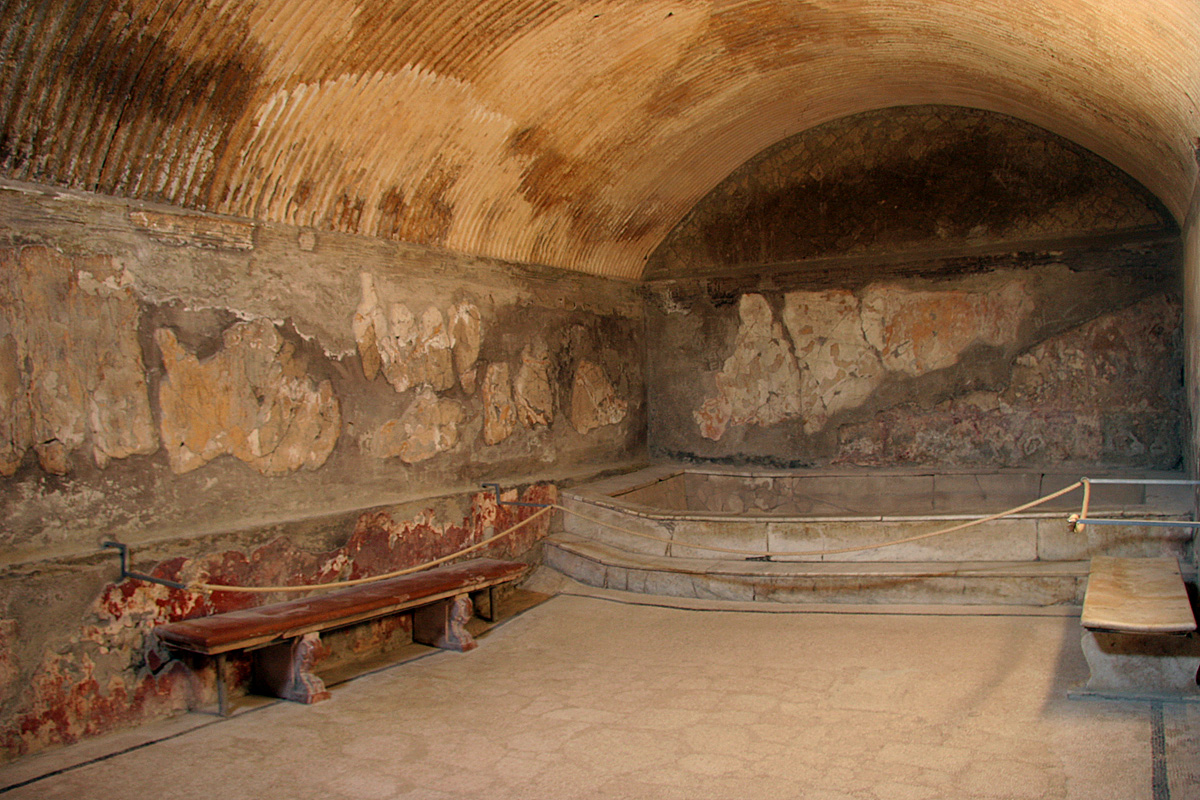
Termas femeninas.

Se accede a ellas por el cardo IV. Después de una sala de espera con bancos de obra adosados a las paredes, se encuentra el vestuario (apodyterium), cuya bóveda de cañón está decorada con estrías onduladas. Aquí se encuentra el mosaico con el Tritón. A continuación está la sala tibia con repisas para guardar la ropa. El suelo es un mosaico con meandros. La sala caliente, con una cubierta abovedada, posee dos asientos suntuosos, uno de mármol blanco y el otro de color rojo. Detrás de estas estancias se encuentran los hornos donde se calentaba el agua y el pozo que permitía recoger el agua a 8,25 metros de profundidad.
El lado sur de las termas conecta con la Palestra a través de un patio abierto, circundado por pórticos cuyas columnas de ladrillo están revestidas de estuco.

### La sede de los Sacerdotes Augustales
Para los esclavos liberados, convertirse en un sacerdote augustal era una forma de ascender en la escala social. Su Colegio, dedicado al culto al emperador Augusto, estaba ubicado en las proximidades del Foro, donde se desarrollaba la vida religiosa, política y social.
Es un edificio de planta cuadrada, con cuatro columnas centrales y arcos ciegos en sus paredes. El suelo es de opus signinum mientras que el de la planta alta es de opus spicatum. Con posterioridad se construyó una cella, en eje con la entrada, que conserva parte de su suelo y rodapié original así como los frescos en cuarto estilo: en la pared izquierda se observa la entrada de Hércules en el Olimpo acompañado de Júpiter, metamorfoseado en arco iris, Juno y Minerva; en la pared derecha en cambio vemos la lucha de Hércules con Aqueloo. Al fondo, a la derecha del sacellum, está la habitación del conserje, cuyo esqueleto se encontró tendido en la cama.
Todavía se conserva una inscripción en la pared que recuerda que el edificio fue consagrado a Augusto, en vida del emperador, y que fue construido por voluntad de los hermanos A. Lucio Próculo (A. Lucius Proculus) y A. Lucio Juliano (A. Lucius Iulianus), quienes el día de la inauguración ofrecieron un almuerzo al que invitaron a los miembros del Senactum (senado municipal) y a los sacerdotes Augustales.

### Teatro
El edificio, cuya estructura se apoyaba sobre un doble orden de arcos y pilastras, tenía una capacidad de 2 000-2 500 espectadores y estaba decorado elegantemente. El muro en lo alto de la cavea estaba ornamentado con una serie de estatuas de bronce de grandes dimensiones, representando a personalidades de Herculano y miembros de la familia imperial. Riquísima era también la decoración del escenario, recubierta de mármol, con columnas de mármol africano y de amarillo antiguo. A pesar de ello, el teatro se encuentra hoy totalmente espoliado. Manuel Mauricio de Lorena, príncipe de Elboeuf primero y Carlos de Borbón después se ensañaron con tenaz vandalismo con este monumento, llevándose toda obra de arte y cada placa de mármol, desmembrando así irremediablemente aquello que de otra forma habría sido el teatro mejor conservado de toda la antigüedad.

## Casas

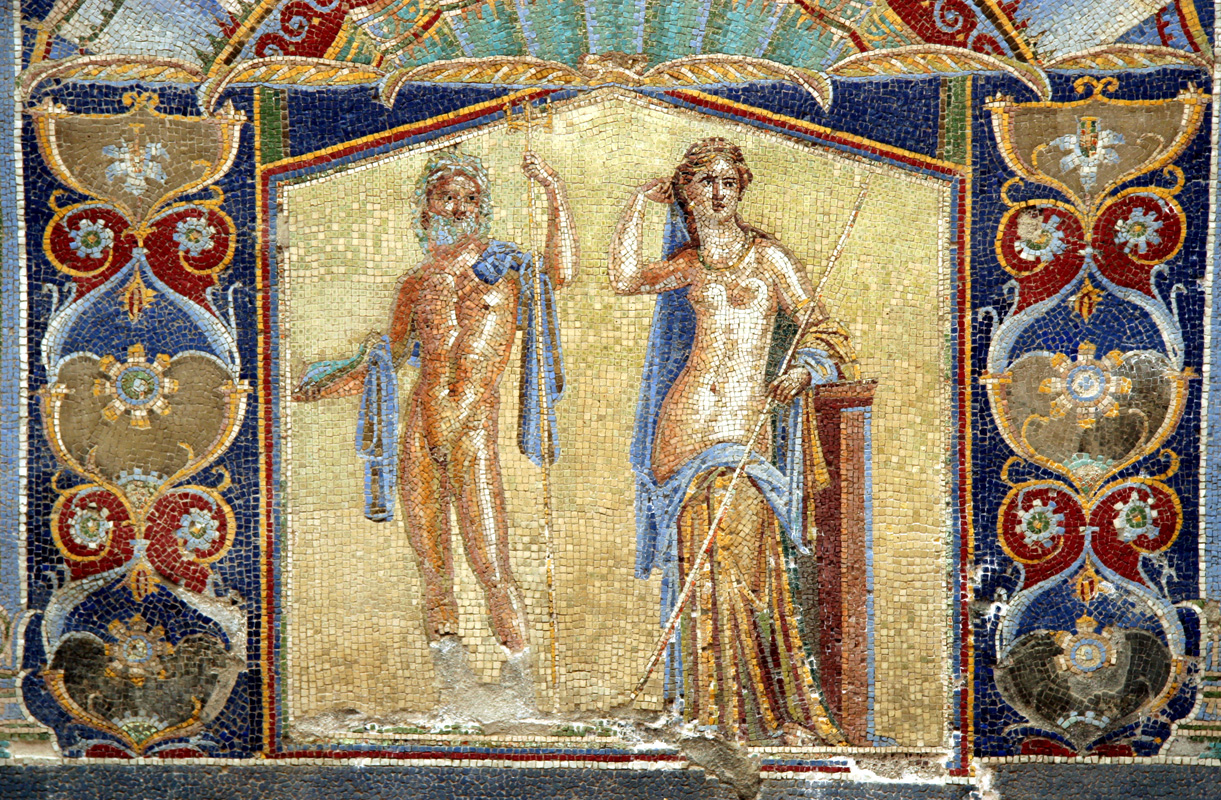
Detalle del mosaico de Neptuno y Anfítrite.

### Casa del mosaico de Neptuno y Anfítrite
Esta casa destaca debido a la rica decoración del triclinio que se puede observar a través de la ventana del tablino, en eje con la puerta de entrada. El nombre de esta casa se debe al mosaico mural que decora la pared oriental de la habitación. Realizado en pasta de vidrio representa a Neptuno y Anfítrite.
En el lado norte hay un ninfeo revestido por un mosaico también de pasta de vidrio con conchas y espuma de lava, coronado por unas máscaras teatrales de mármol. Sobre la zona de las hornacinas se instaló el tanque que abastecía la fuente. En el larario del atrio se descubrieron los fragmentos de dos placas de mármol con pintura roja. Una de ellas lleva la firma del artista griego, que dice: "Alejandro, el ateniense, lo pintó".

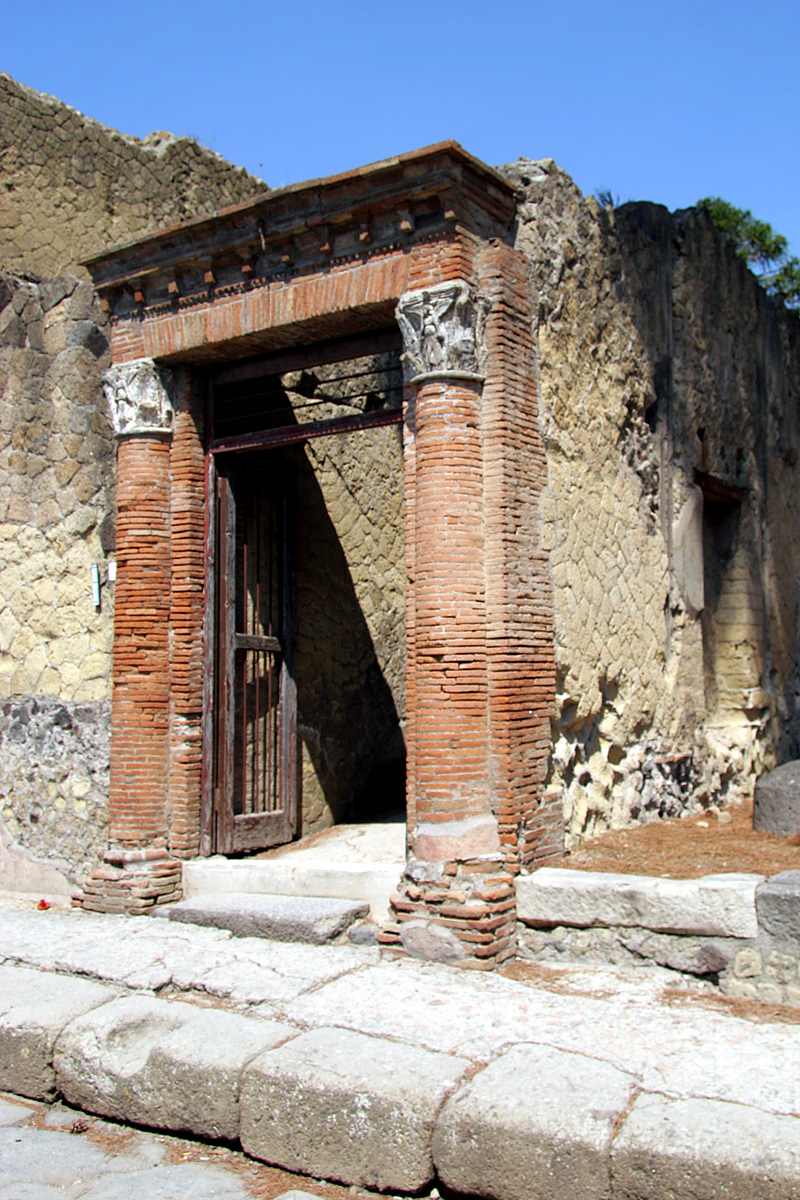
Casa del Gran Portal.

### Casa del Gran Portal
Se la conoce así por su portal con columnas, platabanda y cornisa de ladrillo, edificada tras el terremoto que asoló la ciudad en el año 62 y donde se reutilizaron los capiteles procedentes de otros edificios.
Su anómala planta es fruto de la expansión de la casa, a la cual se anexó el peristilo de la vecina Casa Samnítica. En su vestíbulo de entrada están embebidas en las paredes los fustes de unas columnas estriadas de toba y dos pilares con semicolumnas, que todavía se encuentran en su posición original. Destacan sus frescos en cuarto estilo y el pequeño patio a la izquierda de la entrada. Para crear la ilusión de un espacio verde, en sus paredes pintaron un jardín. En una pared del triclinio está representado Sileno, sentado entre dos sátiros, que observa a Ariadna y Dioniso.

### Casa de los Ciervos

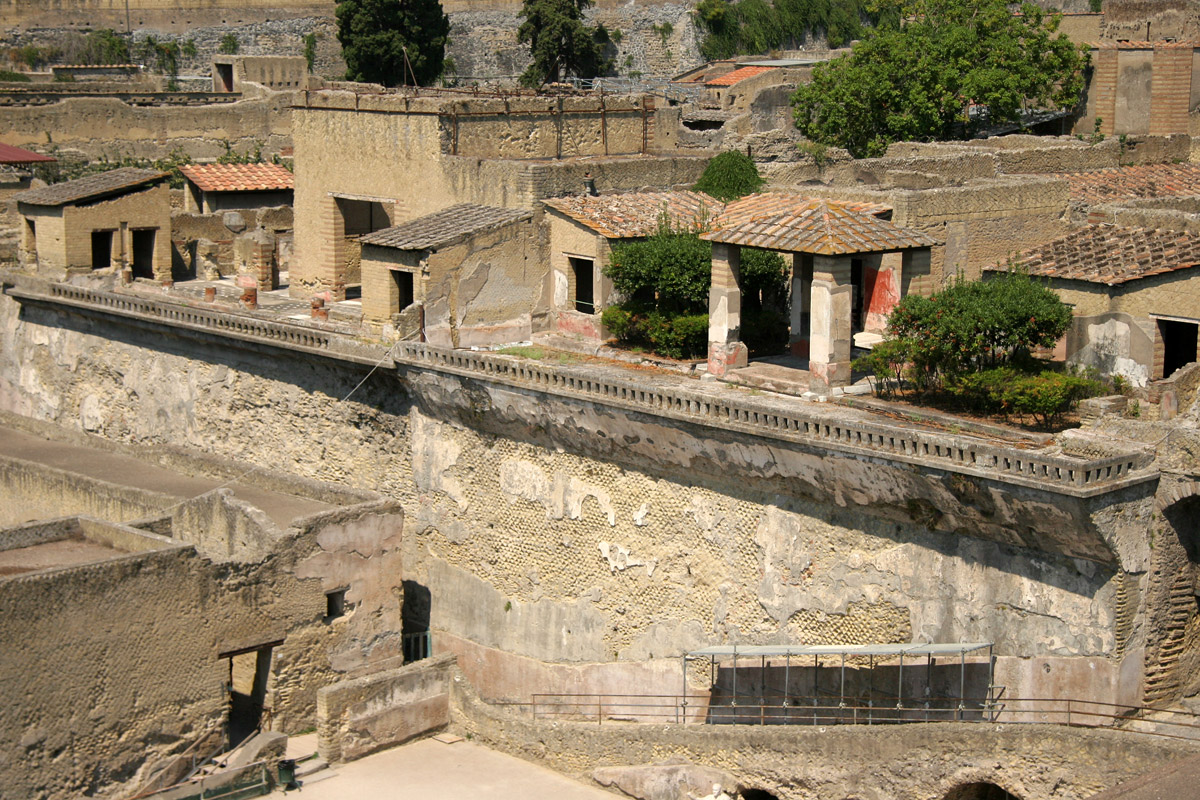
Casa de los Ciervos. Terraza.

La casa, con un balcón corrido, y con un pequeño atrio sin compluvium tiene una planta alta para la servidumbre. A la derecha, el pasillo conduce al triclinio, a la cocina y a un dormitorio, donde se conserva una decoración mural en cuarto estilo y el suelo de mármol. A la izquierda se encuentran las amplias estancias de representación. El criptopórtico con ventanas posee un suelo de mosaicos blancos y escamas de mármol de varios colores, mientras que las paredes están decoradas con frescos. Este delimita el gran jardín donde se encontraron unas mesas de mármol circulares y unas estatuas de unos ciervos perseguidos por una jauría de perros, una estatua de un sátiro con un odre y de Hércules borracho; las piezas originales están en el Antiquarium.
En eje con el jardín se encuentra un gran salón, remarcado por un tímpano, en el que hay un mosaico de pasta de vidrio azul celeste, que representa a unos Amorcillos montados en animales marinos y la cabeza de Océano. El suelo de este amplio salón es de opus sectile y los frescos de cuarto estilo. Tras cruzar varias habitaciones se encuentra una terraza panorámica con vista al mar.
El hallazgo de un sello de Celer, esclavo de Quinto Granio Vero, liberado antes de la erupción del Vesubio, permitió identificar al dueño de la casa.

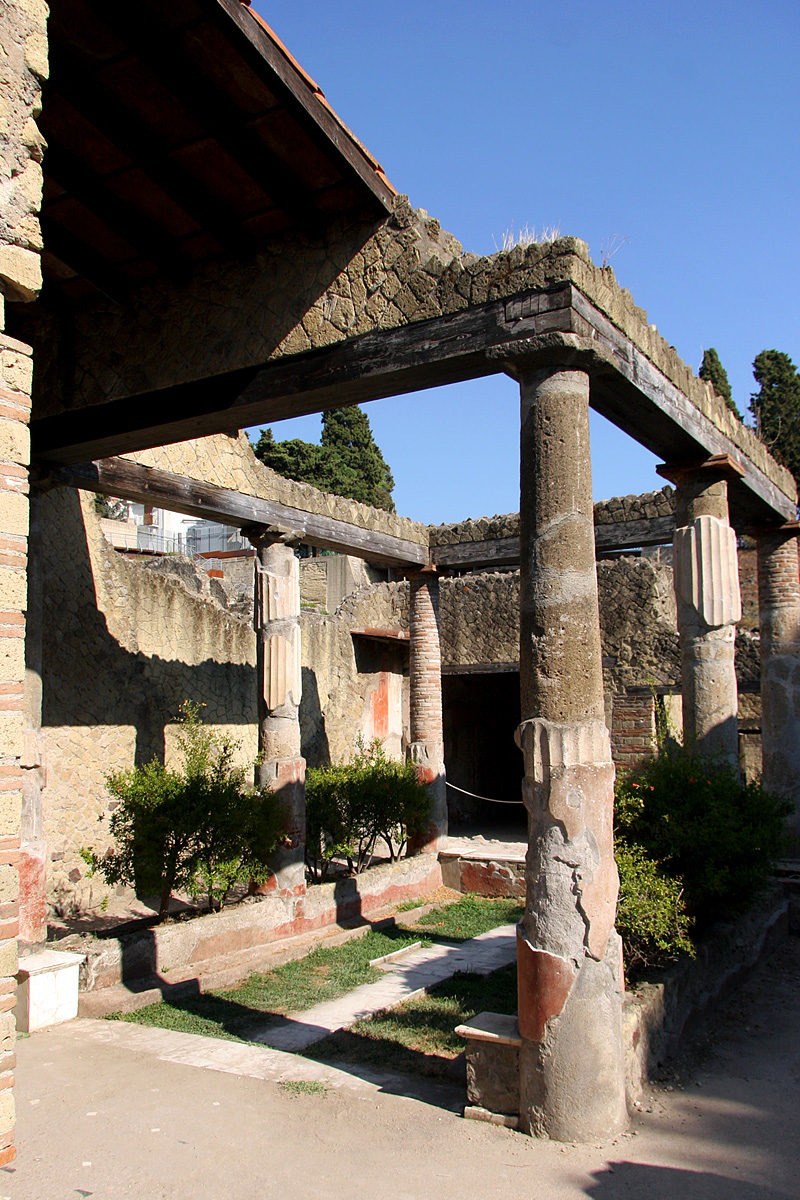
Casa del Atrio Corintio.

### Casa del Atrio Corintio
De tamaño medio, es una de las casas más antiguas de la ciudad. Fue ampliada con una planta alta. La entrada está adornada con columnas pareadas de ladrillo y el atrio con tres columnas corintias de ladrillo a cada lado. El suelo de opus signinum está decorado con un mármol polícromo. Un plúteo bajo corre entre las columnas y delimita el impluvium, que tiene una fuente con estanque de mármol.
A la derecha de la entrada, una habitación contiene un mosaico con una muralla almenada y torres. En la sala de estar (diaeta) se conserva la cubierta con artesonado pintado en cuarto estilo, al igual que las paredes del resto de habitaciones.

### Casa del Esqueleto
Su parte delantera fue excavada por C. Bonucci entre 1830 y 1831 el cual halló un esqueleto en el piso alto. Las excavaciones las completaría A. Maiuri en 1927. El trazado actual reúne tres casas anteriores, de forma alargada. La central posee un atrio cubierto. La pared del fondo del ninfeo, que surge a la izquierda de la entrada, está revestida con lava imitando un trabajo en opus quadratum y posee un friso de mosaicos. En un patio pequeño se halla un lararium. Algunas habitaciones poseen suelos de opus sectile y paredes decoradas con frescos.

### Casa del Albergue
Edificada durante la época de Augusto, descansa sobre estructuras abovedadas y contaba con una terraza panorámica con vistas al mar. En estas bóvedas se construyeron habitaciones, con suelos opus signinum y opus sectile. La primera excavación de la casa la hizo C. Bonucci en 1852, y fue completada en los años treinta por A. Maiuri. Debido a sus grandes dimensiones, 2150 m², y a la presencia de unas termas, los expertos creen que era un albergue. En sus termas encontramos los elementos más antiguos, sus frescos en segundo estilo tardío y suelos de mosaicos en blanco y negro. Cuenta con un extenso peristilo y el pórtico que está detrás del jardín se apoya sobre unos sólidos pilares de opus vittatum mixto.

### Casa de la Columnata Toscana
Vivienda que se remonta a la época de la República cuyo núcleo original se centra en el atrio, con pavimento en opus signinum. Fue reformada durante el reinado de Augusto y probablemente entonces se le añadió el peristilo con la columnata toscana, integrando la casa contigua. El impluvium fue revestido de mármol y algunos pavimentos se renovaron con mosaicos o bien con opus sectile. La paredes fueron decoradas con frescos en tercer estilo. En la sala de estar (oecus) se conservan dos cuadritos que representan uno a una Ménade sentada y el otro a un Panisco o Silvano junto a dos mujeres que conversan. En el despacho del cabeza de familia o tablino, que fue renovado después del terremoto del 62, hay unos paneles rojos y azul celeste con un Apolo en la parte superior. En el triclinio o comedor se pueden observar frescos en cuarto estilo así como en un dormitorio (cubiculum). En la planta superior de esta casa se descubrieron 1.400 sestercios y un sello de bronce.

### Casa de la Herma de Bronce
Esta pequeña vivienda esta organizada en torno a un atrio de tipo toscano con un pavimento de opus signinum, estanque central de toba y paredes decoradas con frescos del tercer estilo. En esta casa se expone el vaciado de la herma de bronce del dueño de la casa. Destaca el tablino, por su pavimento opus sectile y el triclinio que se encuentra detrás. En este último, se conservan unos frescos que fueron renovados durante el periodo del cuarto estilo. De estas pinturas destaca una de ellas con un paisaje marítimo.

### Casa del Armazón de Marcos de Madera

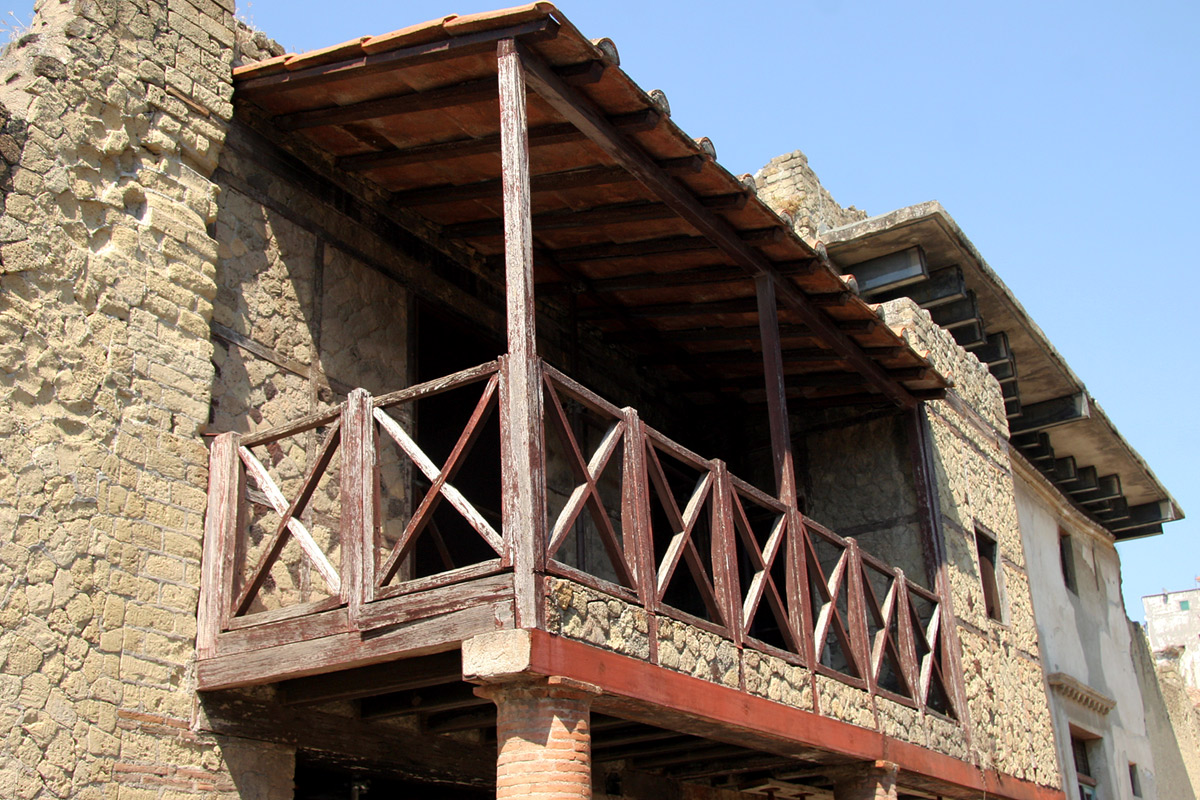
Casa del Armazón de Marcos de Madera.

Se trata de una casa de alquiler en cuya planta alta vivían varias familias. La construyeron utilizando opus craticium, aparejo económico cuya estructura era un armazón de marcos de madera. Este no se consideraba muy sólido y se incendiaba con facilidad. Este aparejo no se utilizó en paredes portantes en Pompeya, sin embargo sí que lo ensayaron en Herculano, ciudad más de vanguardia, muy influenciada por las innovaciones procedentes de la cercana Neápolis (la actual Nápoles).
El balcón que da a la calle descansa sobre columnas de ladrillo y se corresponde, en parte, a una habitación de la vivienda del primer piso, cuya entrada independiente está en el número 13. Por las entradas de los números 14 y 15 se accede a la vivienda en planta baja y a la tienda anexa. De esta casa proceden numerosos restos de madera carbonizada de las camas, los armarios e incluso de un retrato.

### Casa del Tabique de Madera

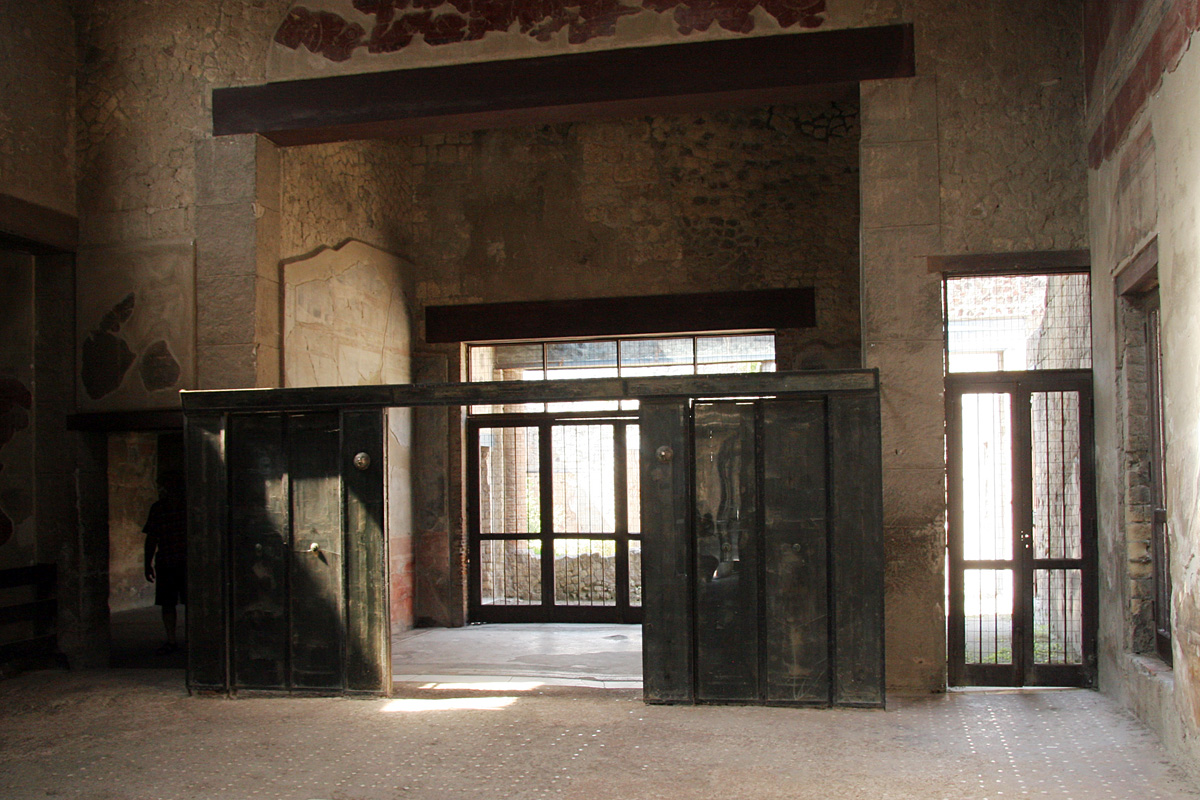
Casa del Tabique de Madera.

La entrada de esta vivienda está flanqueada por dos asientos de fábrica donde esperaban los clientes, es decir, los protegidos de la familia (gens). Se denomina así por un tabique de madera que, a modo de puerta corredera, separa el atrio del tablino para preservar la intimidad. Las hojas del tabique poseen unas argollas y unos soportes de los que se colgaban unos candiles (lucernae). El atrio, de grandes dimensiones, destaca por el pavimento de opus signinum, adornado por teselas blancas, que se remonta a la época más antigua de la domus. Durante una reforma que se llevó a cabo a mediados del siglo I d. C. se realizó el revestimiento de mármol del estanque del impluvium, las pinturas murales y el mosaico geométrico de la habitación a la derecha de la entrada. Detrás del tablino se encuentra la zona del peristilo que alcanza hasta el extremo oeste de la manzana (insula) del cardo III.

### Casa del Patio Bonito

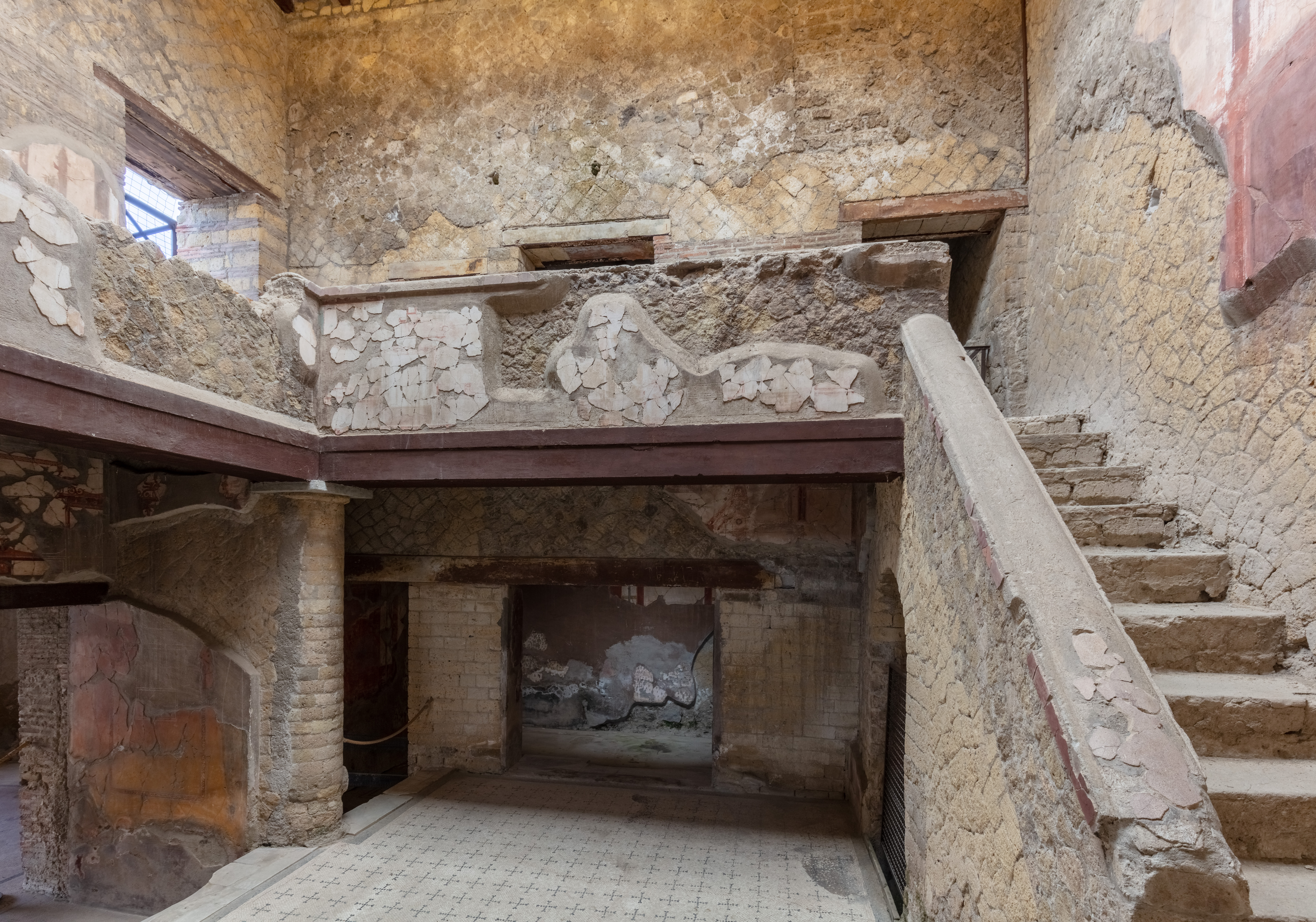
Casa del Patio Bonito.

El trazado actual se remonta a mediados del siglo I d. C., aunque en la entrada y en una habitación a la izquierda del tablino se conserva la decoración mural en segundo estilo de una época anterior. La planta de la casa es anómala, el atrio fue reemplazado por un patio interior, decorado con mosaicos, por el que se accede a las habituaciones que lo rodean. En este patio encontramos la escalera, con balcón corrido pintado con motivos ornamentales, que conduce a la planta alta. La casa debió ser reformada al cambiar su función. Por ello se volvió a pavimentar el tablino y la habitación adyacente, con mosaicos y las paredes se repintaron en tercer estilo. En la pared del fondo del gran salón, cuya sala debía utilizarse para dar comidas colectivas, hay dos bajorrelieves de mármol, de estilo Neoático, que representan a la Aurora y al Ocaso. Los mismos se encontraron en pedazos, a lo largo del cardo V.

### Casa del Genio
A esta casa, excavada entre 1828 y 1850, solo se puede acceder por la entrada trasera, que tiene un pórtico pequeño que da al cardo III y lleva el número 3. La entrada principal probablemente daba al cardo II, que aún no se ha excavado, ya que una parte de la vivienda sigue sepultada bajo el moderno callejón Mare. Se denomina así debido a una estatuilla que aquí se encontró, la cual representa a un Genius (numen tutelar de personas, lugares o actividades), parte de un candelabro de mármol. Destaca el amplio y elegante peristilo, con la fuente central, revestida de mármol y el pavimento de opus signinum y mosaico.

### Otras casas
- Casa de Argo
- Casa del Salón negro
- Casa del bicentenario
- Casa samnita
- Casa del Atrio con mosaico

## Tiendas y tabernas

### El Thermopolium

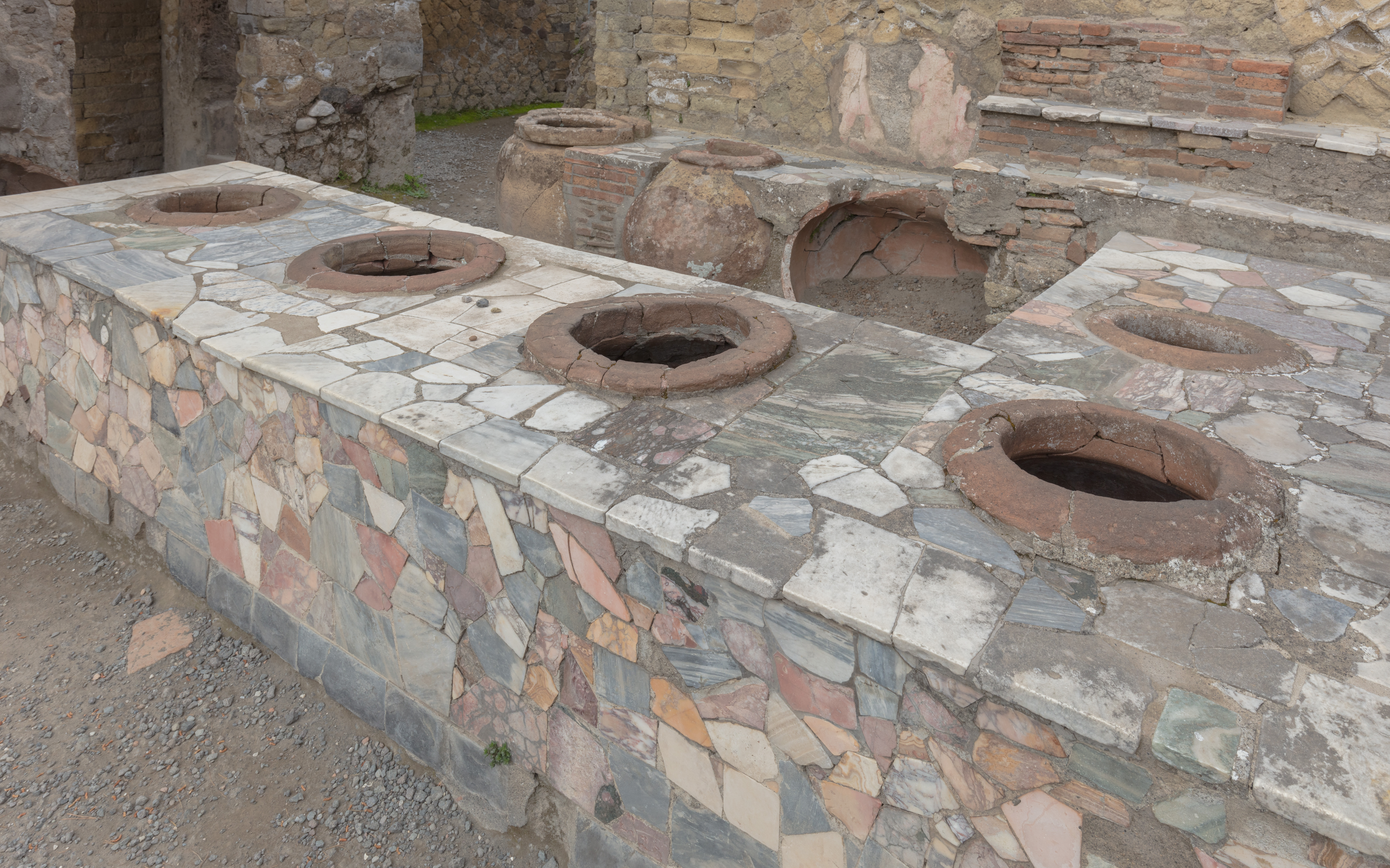
Grande Taberna (Thermopolium).

Los Thermopolia eran establecimientos donde se vendían bebidas y comidas calientes, de aquí su nombre griego. La gente común solía hacer la comida del mediodía (prandium) fuera de casa. La estructura de estos establecimientos era simple: un mostrador de obra que da a la calle decorado con placas de mármol donde se empotraban unas cubas (dolia) que contenían las mercancías. A veces, en el interior, había un espacio donde la gente se podía sentar y comer. En la trastienda de alguna de ellas se encontraron numerosas ánforas de vino y tinajas con frutos y legumbres.
La panadería de Sexto Patulco Félix era la principal de la ciudad. Aún permanecían en su lugar unos moldes para tortas de trigo y, junto a los dos molinos para triturar el cereal, el esqueleto del asno que los hacía girar.

### La tienda del Vendedor de Paños
Años antes de la destructiva erupción del Vesuvio, en las habitaciones laterales de la Casa del Tabique de Madera se construyeron unas tiendas. Destaca la tienda del vendedor de paños (lanarius) en cuyo interior se puede admirar el único ejemplar existente de prensa con tornillo de madera (torcular o pressorium) que se empleaba para planchar la ropa. Una escalera conducía a la casa del artesano, la cual contaba con dos habitaciones que se edificaron sobre el vestíbulo de la Casa del Tabique de Madera.

### La tienda de las Jarras

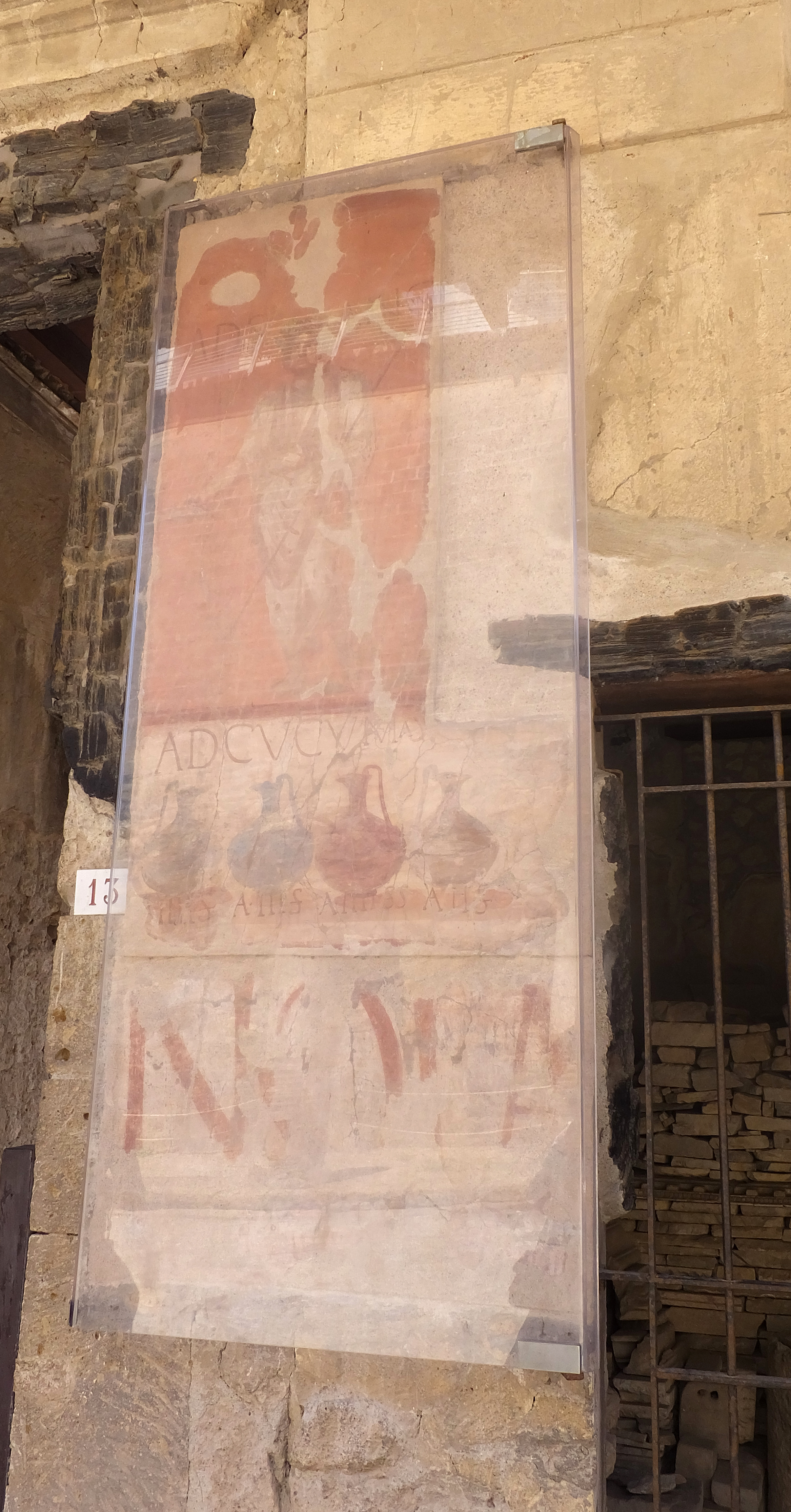
Panel de venta en la Tienda de las Jarras

Ubicado en la Insula VI, en el foro romano de la ciudad. Su interior consiste en una simple habitación sin decoración, cuyo uso era el de venta de alimentos y bebidas. La escasa presencia de elementos en su interior se debe a los túneles realizados en época borbónica. Lo verdaderamente interesante de este establecimiento está en su exterior, dado que uno de los pilares de la tienda se encuentra pintado con información sobre los productos y los precios del local. En la parte más baja podemos observar la palabra NOLA escrita en color rojo acompañada de las palabras Scriptor Aprilis a Capua. Este mensaje se ha traducido como «Nola. Aprilis de Capua escribió esto» y pertenece a un anuncio sobre el siguiente combate de gladiadores, que se celebraría en la ciudad de Nola, por lo que la lucha de gladiadores estaba extendida en la zona y no es extraña la teoría del anfiteatro de Herculano. Si subimos a la siguiente parte de la pintura, podemos observar cuatro jarras dibujadas en diferentes colores para diferenciar su contenido, acompañadas de información sobre los precios y las bebidas expuestas. Los precios de los productos van desde dos ases hasta cuatro y medio por cada sextario, aproximadamente medio litro de bebida. En la parte más alta encontramos una pintura de gran tamaño con el dios romano Sancus, una divinidad muy popular entre los comerciantes para la protección y juramento comercial.

### La Tienda de Ultramarinos
Ubicada en la Insula V, pertenecía a la casa de Neptuno y Anfitrite. Esta tienda es exquisita por ser la mejor conservada no solo de esta ciudad, sino de toda la Campania, al conservar la mayoría de su equipamiento intacto. Los productos que se vendían en su interior eran sobre todo vinos almacenados en ánforas y alimentos como cereales y garbanzos. La madera se ha mantenido en muy buen estado, pues hallamos un tabique que separaba la tienda en dos para una mayor privacidad, ya que la tienda estaba conectaba con la casa. Se ha preservado el segundo piso con la balaustrada de madera intacta y las estanterías en las que se colocarían las ánforas. También han llegado hasta nosotros la cocina y los elementos dispuestos en el mostrador para su venta el día de la erupción. En el segundo piso se han encontrado ánforas almacenadas y una rica decoración en las paredes con tonos rojizos y falsa arquitectura.